# Nāḩiyat at Tamāni‘ah
Nāḩiyat at Tamāni‘ah (arabiska: ناحية التمانعة) är ett subdistrikt i Syrien.   Det ligger i provinsen Idlib, i den centrala delen av landet, 220 km norr om huvudstaden Damaskus.
Omgivningarna runt Nāḩiyat at Tamāni‘ah är i huvudsak ett öppet busklandskap. Runt Nāḩiyat at Tamāni‘ah är det ganska tätbefolkat, med 179 invånare per kvadratkilometer.